# Okres Ostrava-město
Ostrava-město (Duits: Ostrau-Stadt) is een district (Tsjechisch: Okres) in de Tsjechische Moravisch-Silezische Regio. De hoofdstad is Ostrava. Het district bestaat uit 13 gemeenten (Tsjechisch: Obec). Voor 1 januari 2007 bestond deze okres alleen uit de statutaire stad Ostrava, en was dat dus de enige gemeente. Nu zijn er gemeenten toegevoegd uit de okres Opava, de okres Frýdek-Místek en de okres Nový Jičín.

## Lijst van gemeenten
De obcí (gemeenten) van de okres Ostrava-město. De vetgedrukte plaatsen hebben stadsrechten. De cursieve plaatsen zijn steden zonder stadsrechten (zie: vlek).
Čavisov
- Dolní Lhota
- Horní Lhota
- Klimkovice
- Olbramice
- Ostrava (statutaire stad)
- Stará Ves nad Ondřejnicí
- Šenov
- Václavovice
- Velká Polom
- Vratimov
- Vřesina
- Zbyslavice
Bruntál · Frýdek-Místek · Karviná · Nový Jičín · Opava · Ostrava-město